# Bulbophyllum subclausum
Bulbophyllum subclausum là một loài phong lan thuộc chi Bulbophyllum.